# جوناثان داريلنغتون
جوناثان داريلنغتون (بالإنجليزية: Jonathan Darlington)‏ هو موزع بريطاني، ولد في 1956.

## وصلات خارجية
- جوناثان داريلنغتون على موقع ميوزك برينز (الإنجليزية)
- جوناثان داريلنغتون على موقع أول ميوزيك (الإنجليزية)
- جوناثان داريلنغتون على موقع ديسكوغز (الإنجليزية)